# Троицкий собор (Брянск)
Собо́р Святой Тро́ицы (Троицкий собор) — православный храм в городе Брянске, кафедральный собор Брянской митрополии и епархии Русской православной церкви. Крупнейший храм Брянской области (площадь нижнего яруса составляет 1000 м², верхнего яруса — 882 м²).

## История
Прежний брянский кафедральный собор (так называемый Новопокровский) был разрушен в 1968 году, поэтому с восстановлением епископской кафедры в Брянске встал вопрос о сооружении нового вместительного кафедрального собора. До его сооружения, кафедральным собором считалась Воскресенская церковь.
30 мая 2005 года Патриарх Алексий II ознакомился с проектом храма и благословил его возведение.
Работы по сооружению собора начались в 2006 году, и уже 3 октября 2009 года в цокольном помещении возводимого собора была совершена первая Божественная Литургия. В декабре 2011 года были освящены престолы нижнего яруса собора: главный престол — в честь иконы Божией Матери Свенская, правый придел — во имя Преподобного Благоверного князя Олега Брянского, левый — во имя Святителя Феофилакта. Освящение совершил епископ Брянский и Севский Феофилакт.
24 мая 2012 года, в праздник Вознесения Господня и день памяти святых равноапостольных Кирилла и Мефодия (тезоименитство Святейшего Патриарха Кирилла) была совершена первая Божественная литургия в верхнем ярусе Брянского кафедрального собора, которую возглавил епископ Брянский и Севский Александр.
23 июня 2012 года состоялось торжественное перенесение мощей преподобного благоверного князя Олега Брянского из соборного храма в честь Воскресения Христова в кафедральный собор во имя Святой Троицы. Церемонию перенесения и богослужение возглавил епископ Александр.
1 июля 2012 года Святейший Патриарх Московский и всея Руси Кирилл совершил чин великого освящения престола верхнего яруса кафедрального собора.
В храмовый комплекс кафедрального собора входит также отдельно стоящая колокольня «Пересвет» высотой около 80 м (по проекту — 65 м), крест с куполом на которой были установлены 24 июня 2011 года.